# Lendas do Crime
Legend (pt/br: Lendas do Crime) é um filme de crime e drama biográfico franco-britânico escrito e dirigido por Brian Helgeland e marca seu retorno ao roteiros adaptados no gênero crime desde a conclusão do LA Confidential. O filme é baseado no livro The Profession of Violence: The Rise and Fall of Kray Twins por John Pearson, que trata da ascensão e queda dos irmãos Kray; a relação que os unia, e gráficos de sua carreira horrível para sua queda e prisão perpétua em 1969.
É o quinto longa-metragem dirigido por Helgeland. Tom Hardy, Emily Browning e Christopher Eccleston protagonizam a história com Paul Bettany, Colin Morgan, David Thewlis, Tara Fitzgerald, e Taron Egerton destacados em papéis coadjuvantes.

## Premissa
Concentrando-se na vida de Reggie Kray e como ele procura controlar as tendências psicóticas de seu irmão gêmeo.[carece de fontes?]

## Elenco
- Tom Hardy ... Ronald Kray e Reginald Kray
- Emily Browning ... Frances Shea
- Taron Egerton ... Edward "Mad Teddy" Smith
- Duffy... Timi Yuro
- Christopher Eccleston ... Nipper Read
- Paul Anderson ... Albert Donoghue
- Chazz Palminteri... Angelo Bruno
- David Thewlis
- Colin Morgan ... Frankie
- Tara Fitzgerald

## Recepção
No agregador de críticas dos Estados Unidos, o Rotten Tomatoes, na pontuação onde a equipe do site categoriza as opiniões da  grande mídia e da mídia independente apenas como positivas ou negativas, o filme tem um índice de aprovação de 61% calculado com base em 171 comentários dos críticos. Por comparação, com as mesmas opiniões sendo calculadas usando uma média aritmética ponderada, a nota alcançada é 5.9/10 que é seguida do consenso: "Como um filme biográfico de gângsteres, Legend é profundamente falho, mas como uma vitrine para Tom Hardy - em um papel duplo, nada menos - quase faz jus ao seu título"
Em outro agregador de críticas também dos Estados Unidos, o Metacritic, que calcula as notas usando somente uma média aritmética ponderada de determinados veículos de comunicação em maior parte da grande mídia, o filme tem 31 avaliações da imprensa anexadas no site e uma pontuação de 55 entre 100, com a indicação de "revisões mistas ou neutras".